# The Sea Urchin
The Sea Urchin é um curta-metragem norte-americano de 1913, dos gêneros romance e drama, dirigido por Edwin August, estrelado por Jeanie MacPherson, Lon Chaney e Lawrence Peyton. O filme mudo é agora considerado perdido.